# مانشستر يونايتد موسم 2005–06
كان موسم 2005–06 هو الموسم الرابع عشر لمانشستر يونايتد في الدوري الإنجليزي الممتاز، والموسم الحادي والثلاثين على التوالي في الدرجة الأولى لكرة القدم الإنجليزية. 
بعد أن احتلوا المركز الثالث في الموسمين السابقين، تحسن أداء الشياطين الحمر قليلاً لينهي موسم 2005–06 في المركز الثاني، على الرغم من إنهاء الموسم بفارق 8 نقاط عن الصدارة.
ومع ذلك، وعلى الرغم من التحسن في مستواهم في الدوري، فإن أداء يونايتد الأوروبي تعرض لضربة قوية، حيث فشل النادي في الوصول إلى مرحلة خروج المغلوب في دوري أبطال أوروبا للمرة الأولى منذ 1994–95. كان أداء النادي أفضل في كأس الاتحاد الإنجليزي، حيث وصل إلى الجولة الخامسة، لكن نجاحه الحقيقي جاء في كأس الرابطة، حيث تغلب على ويغان أثلتيك 4–0 في المباراة النهائية. أصبح يونايتد أول نادٍ في تاريخ الدوري الإنجليزي الممتاز يسجل 1000 هدف، وهو إنجاز تم الوصول إليه في 29 أكتوبر في الهزيمة 4–1 أمام ميدلزبره في ريفرسايد، حيث سجل كريستيانو رونالدو الهدف. 
وشهد موسم 2005–06 أيضًا رحيل قائد النادي روي كين، الذي كان في أولد ترافورد منذ عام 1993. خاض كين آخر مباراة له مع النادي في 18 سبتمبر 2005 في مباراة انتهت بالتعادل السلبي أمام ليفربول، لكنه اضطر إلى الانسحاب من المباراة قبل دقيقتين فقط من نهاية المباراة. وقد تبين لاحقًا أن كين أصيب في القدم وترك النادي في النهاية للانضمام إلى فريق طفولته سلتيك في 18 نوفمبر 2005. تم استبدال كين لاحقًا كقائد من قبل نائبه، غاري نيفيل. في 25 نوفمبر 2005، بعد سبعة أيام فقط من رحيل كين عن النادي، غرق مشجعو مانشستر يونايتد في حالة من الحزن بسبب وفاة اللاعب الأسطوري السابق جورج بست، الذي توفي عن عمر يناهز 59 عامًا.